# Zenwalk Linux
Zenwalk Linux este o distribuție de Linux bazată pe Slackware.